# Mamadou Dia
Pour les articles homonymes, voir Dia.
Pour le réalisateur, voir Mamadou Dia (réalisateur).
Mamadou Dia, né le 18 juillet 1910 à Khombole au Sénégal, mort le 25 janvier 2009 à Dakar, est un homme politique sénégalais. Président du Conseil de 1957 à 1962, il est l'un des principaux protagonistes de la crise politique de décembre 1962 qui l'oppose à Léopold Sédar Senghor.

## Biographie

### Jeunesse et études
Mamadou Dia nait en 1910 de l'union d'un Toucouleur originaire de Kanel, cheminot à Thiès puis policier à Khombole, et d'une Sérère, originaire du Baol.
Formé à l'école coranique puis à l'école régionale de Diourbel, il entre après la mort de son père, à l'école primaire supérieure Blanchot de Saint-Louis en 1924 tout en poursuivant ses études coraniques.
Un instituteur le fait vieillir d'un an pour qu'il puisse passer le concours d'entrée de l'École normale William-Ponty de Gorée (École normale fédérale de l'AOF). Admis en 1927, et reçu premier de l'AOF, il devient instituteur à Saint-Louis et Fissel, puis directeur de l'école régionale de Fatick en 1943. Il côtoie Joseph Mbaye, Fara Sow, Abdoulaye Sadji et Ousmane Socé Diop, connus à Blanchot, développant une hostilité envers le colonialisme et l'assimilation.
Ne portant aucun intérêt à l'engagement politique, il se fait régulièrement le relais dans la presse de la situation économique du Sénégal, en particulier de la misère des paysans pour lesquels il préconise un regroupement en coopératives.

### Carrière politique
Les habitants de Fatick lui demandant d'être candidat à l'Assemblée du Conseil général, il adhère pourtant à la SFIO, qu'il juge pas assez socialiste. Parrainé par Léopold Sédar Senghor et par Ibrahima Seydou Ndaw, il est élu conseiller général en 1946.
Avec Senghor, Ndas et Léon Boissier-Palun, il s'oppose au dirigeant de la SFIO sénégalaise, Lamine Guèye, qui tient la direction fédérale, et devient le porte-parole des contestataires jusqu'à leurs démissions du parti le 27 septembre 1948. Ils créent le Bloc démocratique sénégalais (BDS), qui tient son congrès fondateur du 15 au 17 avril 1949 à Thiès, Dia désigné secrétaire général et Senghor président du nouveau parti, rebaptisé au cours des années Bloc populaire sénégalais (BPS) puis UPS. Dans cette période fondatrice, Dia sait habilement seconder Senghor dans les efforts de propagande en direction des minorités non-wolof, notamment en Casamance ou dans le pays sérère.
Grand conseiller de l'AOF en 1948, Dia devient ensuite sénateur du Sénégal (1949-1955) puis député, avec Senghor, à l'Assemblée nationale française en 1956, où il siège au sein des indépendants d'outre-mer (IOM).
Durant ces années de parlementaire, il complète son cursus par des études supérieures de géographie, de droit et de sciences économiques sous le professorat marquant de François Perroux.
Dia constitue avec Senghor, en janvier 1957, à partir du BPS, le Parti de la convention africaine (PCA), premier pas vers une future fédération africaine que beaucoup de dirigeants appellent de leurs vœux.

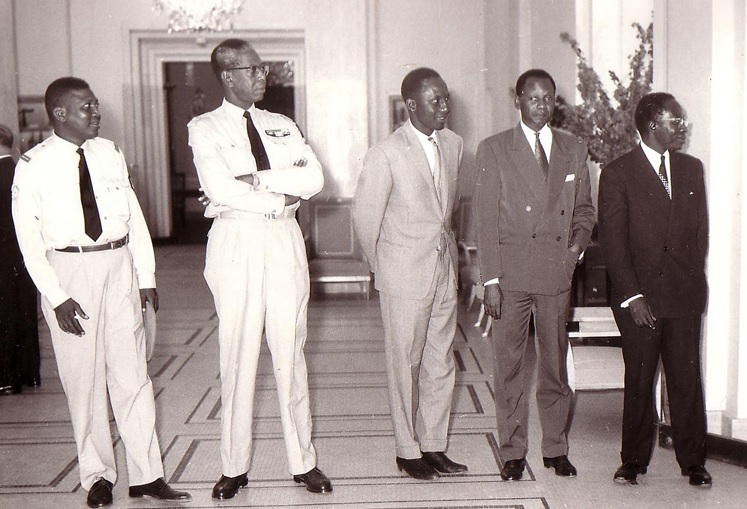
Réception au palais présidentiel (1960) - x, Général Fall, Valdiodio N'diaye, Mamadou Dia, Léopold Sédar Senghor.

En application de la Loi-cadre Defferre, adoptée le 23 juin 1956, il devient vice-président du Conseil de gouvernement du Sénégal en mai 1957 auprès du gouverneur Pierre Lami, puis président du Conseil de gouvernement du Sénégal. Lorsque Charles de Gaulle propose un référendum sur la communauté française en 1958, les deux responsables s'opposent publiquement sur la position à prendre : Dia est favorable à une rupture avec la France, alors que Senghor veut conserver le Sénégal dans la communauté, ce qui est finalement réalisé.
Dia se succède à lui-même en qualité de président du Conseil après l'indépendance du 4 avril 1960. Quand Modibo Keïta cherche à prendre le contrôle de la Fédération du Mali, Dia convoque une séance extraordinaire de l'Assemblée du Sénégal et un conseil des ministres dans la nuit du 20 au 21 août 1960. L'indépendance de la république du Sénégal et l'état d'urgence sur tout le Sénégal sont proclamés.
Spécialiste des questions économiques, influencé par Perroux, Henri Desroches et Louis-Joseph Lebret, Dia met en place le premier plan de développement économique du Sénégal. Il tente aussi de développer un islamisme éclairé et une administration moderne, non sans provoquer quelques heurts avec les milieux conservateurs.

### Crise politique de décembre 1962
Alors que le Président du Conseil, Mamadou Dia, incarne le sommet de l'État dans un régime parlementaire bicéphale de type quatrième République (la politique économique et intérieure pour lui, la politique extérieure pour le président de la République), ses relations avec Léopold Sédar Senghor s'enveniment peu à peu. Le conflit repose essentiellement sur la politique économique du gouvernement et le sort à réserver aux députés « affairistes » ayant commis de nombreux abus. Ces députés s'étaient octroyés, des augmentations de salaire, avaient pris des crédits dans des banques (qu'ils ne remboursaient pas) et des actions dans des sociétés anonymes, directement ou par l'intermédiaire de leurs femmes ou de leurs enfants. Tout ceci était contraire à la ligne politique du parti. Mamadou Dia leur demanda à plusieurs reprises de rembourser leurs crédits et de rendre leurs actions, mais en vain. 
De plus, le 8 décembre 1962, Mamadou Dia, prononce un discours sur « les politiques de développement et les diverses voies africaines du socialisme » à Dakar ; il prône le « rejet révolutionnaire des anciennes structures » et une « mutation totale qui substitue à la société coloniale et à l'économie de traite une société libre et une économie de développement » et revendique une sortie planifiée de l'économie arachidière. Cette déclaration, à caractère souverainiste, heurte les intérêts français et inquiète les puissants marabouts qui interviennent dans le marché de l'arachide. 
Cela motive Senghor à demander à ses amis députés de déposer une motion de censure contre le gouvernement. Jugeant celle-ci irrecevable, Mamadou Dia tente d'empêcher son examen par l'Assemblée nationale au profit du Conseil national du parti, en faisant évacuer la chambre le 17 décembre et empêcher son accès par la gendarmerie. Malgré ce qui est qualifié de « tentative de coup d'État » et l'arrestation de quatre députés, la motion est votée dans l'après-midi au domicile du président de l'Assemblée nationale, Lamine Guèye.
Mamadou Dia est arrêté le lendemain par un détachement de paras-commandos, avec quatre autres ministres, Valdiodio N'diaye, Ibrahima Sar, Joseph Mbaye et Alioune Tall. Ils sont traduits devant la Haute Cour de justice du 9 au 13 mai 1963 ; alors que le procureur général ne requiert aucune peine, Dia est condamné à la prison à perpétuité tandis que ses quatre compagnons sont condamnés à 20 ans d'emprisonnement ; ils seront détenus au centre spécial de détention de Kédougou (Sénégal oriental).
Le procureur général de l'époque, Ousmane Camara, revient sur le déroulement du procès dans une autobiographie publiée en 2010 : « Je sais que cette haute cour de justice, par essence et par sa composition, (ndlr : on y retrouve des députés ayant voté la motion de censure), a déjà prononcé sa sentence, avant même l'ouverture du procès (...) La participation de magistrats que sont le Président (Ousmane Goundiam), le juge d'instruction (Abdoulaye Diop) et le procureur général ne sert qu'à couvrir du manteau de la légalité une exécution sommaire déjà programmée ».
Lors de leur incarcération, des personnalités comme Jean-Paul Sartre, le pape Jean XXIII ou encore François Mitterrand demandent leur libération. Mais Senghor reste sourd jusqu'en mars 1974, année à laquelle il décide de les gracier et de les libérer. Ils sont amnistiés en avril 1976, un mois avant le rétablissement du multipartisme au Sénégal. Parmi leurs avocats durant cette période, on compte Abdoulaye Wade et Robert Badinter.
Aujourd'hui encore cet épisode dramatique de l'histoire du Sénégal reste un sujet délicat car beaucoup considèrent cet événement comme la première véritable dérive politicienne de la part de Senghor, dans un pays qui passait alors pour un modèle de démocratie.

### Après sa libération
En 1981, il fonde le Mouvement démocratique populaire (MDP) avec comme objectif la mise en place d'un « socialisme autogestionnaire ». Mais ce nouveau parti ne recueille que peu de soutien ; Valdiodio N'diaye s'en éloignera même en rejoignant le Parti socialiste (PS) et en apportant son soutien au président sortant Abdou Diouf lors de l'élection présidentielle de 1983.
Le 17 décembre 1992, soit 30 ans après les événements, le général Jean Alfred Diallo, nommé chef d'État-major par Senghor au moment des événements en remplacement du général Amadou Fall et homme clé de ces événements, déclara : « Mamadou Dia n'a jamais fait un coup d'État contre Senghor … l'histoire du coup d'État, c'est de la pure fabulation ».
Malgré l'échec de son retour en politique, Mamadou Dia conserve une place intellectuelle et morale au Sénégal. Peu rancunier, il manifeste une profonde tristesse lors de la mort de Senghor et dénonce avec virulence, durant ses dernières années, le libéralisme économique pratiqué par son ancien avocat, le président Wade.
Il était également un grand ami de Serigne Abbas Sall de Louga.

### Postérité
Malgré les annonces successives de la révision du procès de Mamadou Dia et de ses co-accusés par Abdoulaye Wade au cours des années 2000, cet épisode reste un sujet délicat car de nombreux politologues et historiens considèrent cet événement comme la première véritable dérive politicienne du régime Senghorien,,.

## Publications
- Contribution à l'étude du mouvement coopératif en Afrique noire, Présence africaine, 1951 (rééd. 1961, 1962)
- Réflexions sur l'économie de l'Afrique noire, Éditions africaines, 1954 (rééd. 1960, 1961)
- L'économie africaine : études et problèmes nouveaux, Presses universitaires de France, 1957
- Nations africaines et solidarité mondiale, Presses universitaires de France, 1960 (rééd. 1963)
- Islam, sociétés africaines et culture industrielle, Nouvelles éditions africaines, 1975
- Essais sur l'Islam, vol. 1, Islam et humanisme, Nouvelles éditions africaines, 1977
- Essais sur l'Islam, vol. 2, Socio-anthropologie de l'Islam, Nouvelles éditions africaines, 1979
- Essais sur l'Islam, vol. 3, Islam et civilisations négro-africaines, Nouvelles éditions africaines, 1980
- Mémoires d'un militant du Tiers monde : si mémoire ne ment, Publisud, 1985
- (en) A governance approach to civil service reform in Sub-Saharan Africa, World Bank, 1993
- (en) Africa's management in the 1990s and beyond : reconciling indigenous and transplanted institutions, World Bank, 1996
- Kaso : le migrant perpétuel, Esprit frappeur, 1999
- Afrique : le prix de la liberté, L'Harmattan, 2001 (rééd. 2003)
- Échec de l'alternance au Sénégal et crise du monde libéral, L'Harmattan, 2005
- Sénégal, radioscopie d'une alternance avortée (articles et documents)
- Corbeille pour l'an 2000, Éditions Paix et développement, Dakar, 1995

### Filmographie
- « La crise éclair qu'a vécue Dakar » (en ligne, un document audiovisuel de l'INA de 1 min 23 s, retraçant la tentative de coup d'État de Mamadou Dia, diffusé à l'origine par les Actualités françaises le 26 décembre 1962)
- « Le Sénégal après la crise » (en ligne, un document audiovisuel de l'INA de 7 min 20 s, proposant un bilan après le coup d'État avorté de Mamadou Dia, diffusé à l'origine au cours du Journal télévisé de l'ORTF le 27 décembre 1962)
- Valdiodio N'Diaye : l'indépendance du Sénégal, un film de Eric Cloué et Amina N'Diaye Leclerc, Médiathèque des Trois Mondes, 2000
- Président Dia, un film de William Mbaye, Les films Mama Yandé et Ina, 2013 - [vidéo] Visionner la vidéo sur Vimeo